# Glückliche Reise – Puerto Rico
Glückliche Reise – Puerto Rico ist ein deutscher Fernsehfilm von Peter Weissflog. Die Produktion des 19. Teils der Fernsehreihe Glückliche Reise erfolgte im August 1993 in der Hauptstadt  San Juan und im Regenwald von Puerto Rico. Der Film hatte seine Premiere am 2. Dezember 1993 auf ProSieben.

## Besetzung
Die Flugzeugbesatzung besteht aus Kapitän Viktor Nemetz (Juraj Kukura), seinem Co-Piloten Rolf Erhardt (Volker Brandt) sowie den Stewardessen Sandra Bühler (Susanne Huber), Monika Glaser (Rebecca Winter) und Eva Fabian (Sandra Krolik). Die Reiseleiter Sylvia Baretti und Andreas von Romberg werden von Conny Glogger und Thomas Fritsch gegeben. Als Gastdarsteller sind Lisa Wolf, Christopher Barker, Pierre Franckh und Jürgen Schornagel zu sehen.

## Handlung
Die junge Schauspielerin Edvina Morena möchte unerkannt einen Erholungsurlaub auf Puerto Rico verbringen. Die Reiseleiter Sylvia und Andreas bemühen sich nach Kräften, das Inkognito des Stars aufrechtzuerhalten, allerdings ist ihr schnell der Skandalreporter Mortimer Klein auf den Fersen und lauert sie überall mit seiner Kamera auf. Genervt wendet sie sich an Rolf Erhardt. Gemeinsam locken sie Mortimer in die Falle und drehen den Spieß um. Die Bilder, die Mortimer schließlich unentwickelt an seine Redaktion schickt, zeigen nur ihn selbst in allerhand verfänglichen Situationen, nicht aber die Schauspielerin.
Der Vogelkundler Dr. Moritz Gabler ist auf einer Wanderung durch den Regenwald von der Vielfalt der Papageienwelt so fasziniert, dass er und Sylvia den Anschluss an ihre Touristengruppe verlieren. Orientierungslos irren sie durch den Dschungel, bis sie am nächsten Tag von Einheimischen aufgefunden und in deren Dorf gebracht werden. Viktor und Andreas, im Hubschrauber auf der Suche nach den Vermissten, können sie dort ausfindig machen und ausfliegen.